# Орестея

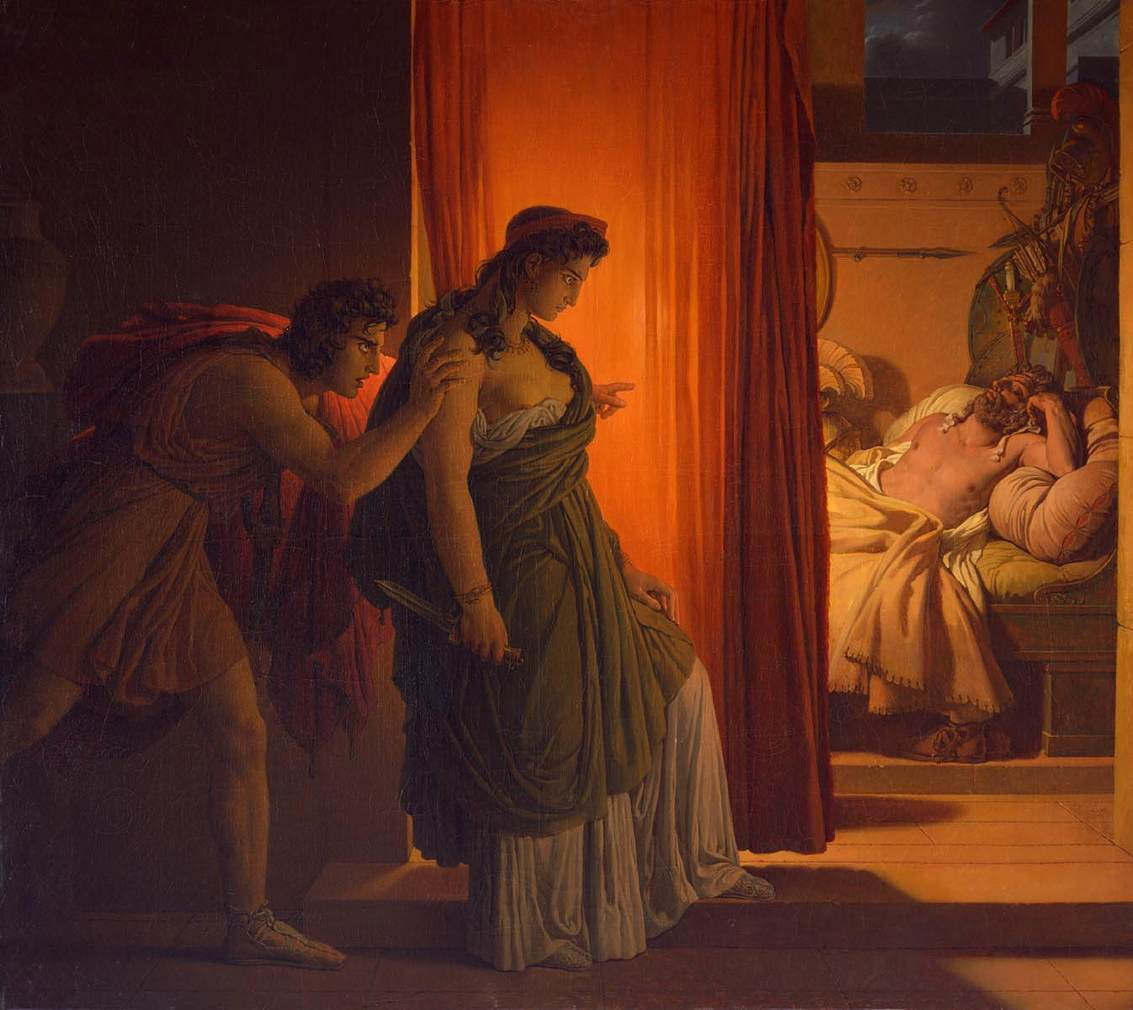
П.-Н. Герен. Клітемнестра сумнівається перед вбивством сплячого Агамемнона'. 1817

«Орестея» (дав.-гр. Ὀρέστεια) також: Орестейя — Oresteia) — трилогія трагедій давньогрецького драматурга Есхіла.
Єдина трилогія, що дійшла до наших часів. Правда, четверта п'єса «Протей», сатира, яка повинна була б виконуватися разом з трилогією, не збереглася. Трилогія була виконана на фестивалі на честь Діоніса в Афінах у 458 році до н. е., де отримала першу премію.
Трилогія включає п'єси:
- «Агамемнон»
- «Хоефори» («Ті, що несуть жертву на могилу» або «Жертва біля гробу»)
- «Евменіди»(«Милостиві»)

## Есхіл
За своїм драматизмом трагедії цієї трилогії — найдосконаліші з усіх творів поета; за своїм високодумством вони змагаються з «Прометеєм», але мають перед ним ту перевагу, що на арені — не божественне, а людське середовище. Божества беруть участь лише як представники моральних принципів. Евменіди — це принцип відплати, «старі божества», як їх називає сам поет; їм протиставляються «молоді божества», Аполлон і Афіна, представники принципу виправдання і вибачення, але не за однакових умов. Аполлон — принцип виправдання божою милістю. Відсилаючи Ореста від Аполлона до Афіни і ареопагу, поет хотів висунути за рахунок дельфійської моралі мораль афінську, наказавши людині шукати собі виправдання в судженні найкращих з рівних йому.
Трилогія і особливо її остання трагедія не позбавлені і певної політичної тенденції: звеличуючи Ареопаг як моральний устій афінської громадянськості, поет, безсумнівно, мав на увазі захистити цю симпатичну йому колегію від нападів, яким вона піддавалася останнім часом з боку вождів демократичної партії, вірних виконавців фемістоклових ідей — Ефіальта і Перікла.
Можливо, що саме ці напади і отруїли Есхілу його перебування в Афінах; сам Арістофан свідчить, що Есхіл «не ладнав з афінянами» останнім часом . Збереглися розповіді, що Есхіл навіть піддався звинуваченням у лукавстві — а саме в тому, що він в одній зі своїх трагедій вивів назовні таїнства елевсінської Деметри. У будь-якому випадку, Есхіл незабаром після своєї «Орестеї» залишив Афіни, вирушив на Сицилію і в 456 р. до н. е. помер в сицилійському місті Гелі.

## Сюжет
Зміст трилогії — доля роду Атридів, в особі його найбільш славних представників, Агамемнона та його сина Ореста. Перед Троянським походом Агамемнон приносить в жертву свою дочку Іфігенію. Він досягає своєї мети і повертається на батьківщину переможцем, але там гине від руки своєї дружини Клітемнестри, що діє під впливом жадоби помсти за смерть дочки і злочинної любові до кузена свого чоловіка, Егіста. Малолітній син Агамемнона, Орест, не був свідком цієї розправи: він виховувався далеко від батьківщини. Коли він виріс, він звернувся до Аполлона з питанням, що йому робити, той наказує йому пам'ятати насамперед про борг помсти. Підкоряючись цьому наказу, Орест вбиває матір, але цим накликає на себе гнів Ерінній, богинь помсти, які відтепер не дають йому спокою. Він шукає притулку в Дельфах, в храмі Аполлона, де той обіцяє йому не покидати героя і наказує звернутися до суду Афіни. Переслідуваний Ерініями, Орест біжить до Афін: сама богиня засновує суд — пізніший ареопаг, який виправдовує Ореста; умилостивленням ображених Ерінній, які стають Евменідами, кінчається трилогія.

## Ідейний зміст
Серед творів Есхіла та й усієї грецької драматургії немає складнішого за своїм ідейним змістом твору, ніж «Орестея». Трилогія й тепер залишається, подібно до «Гамлета» Шекспіра чи «Фауста» Гете, однією з величних загадок світової літератури. Від початку до кінця «Орестея» сповнена найактуальніших для часів Есхіла проблем, хоч її події відбуваються у далекі часи первісно-родового суспільства з його невблаганними і суворими законами родової помсти, відплати за криваві злочини, родового прокляття тощо.
До ідеї помсти Есхіл підходить зовсім по-новому. Кривава помста давно застаріла, вже з часів Гомера її часто замінювали викупом, виплачуючи певні кошти за вбитого. Потім і викуп було замінено очищенням. Для Есхіла, носія нових морально-суспільних тенденцій, і цього було замало. Він ставить питання про те, що справи, пов'язані з кривавими злочинами, повинні вирішуватися державою, її відповідною установою — судом. В Афінах це був ареопаг.
Поставши ще за родового устрою, цей судовий орган і в часи становлення афінської демократії залишався знаряддям влади родової аристократії, навіть вищим за Народні збори. У 462 р. до н. е. реформою Ефіальта (якого за це підступно вбили) функції аеропагу були зведені по суті до ролі звичайного суду, що вирішував внутрішньосімейні справи. Навколо цієї реформи точилася запекла боротьба. Через чотири роки після неї була поставлена «Орестея», що чітко відповідала, на чиєму боці був драматург і весь афінський демос, — трилогія зайняла перше місце. Так от, у ній немає жодного слова про ареопаг як про владний орган аристократії. Есхіл говорить про нього виключно як про судову установу.
Приниження дельфійського храму Аполлона в Есхіла не випадкове (Орест не знайшов у ньому порятунку), воно свідчило, що поет пильно стежив за політичними обставинами як в Афінах, так і у всій Елладі. У цей час якраз визрів і дедалі поглиблювався конфлікт Афін зі Спартою. Реакція афінської громадськості на політику Дельфів, які традиційно підтримували Афіни, а тепер стали на бік Спарти, була різко негативною. Тоді ж афінський поліс підписав союз із Аргосом, який щойно звільнився з-під спартанської опіки. Присяга аргосця Ореста була сприйнята глядачами з винятковим схваленням і супроводжувалась оплесками.
Досить докладна картина суду, подана Есхілом, мабуть, була даниною тому зацікавленню, що його виявляли афіняни до судових процесів. В «Евменідах» вона стає своєрідним ідейним ключем для розуміння надзвичайної злободенності всієї трилогії. Вчені давно вже не мають сумніву, що за цим зображенням суду стоїть значно ширший історичний процес — боротьба між патріархатом і матріархатом. До цього слід додати, що поет дуже різко виступає проти тиранії (деспотії). «Двома тиранами краю нашого» називає Орест Клітемнестру та Егіста, показуючи на їх мертві тіла.

## Постановки
- 1903 — Державний Королівський театр (Афіни; реж. Томас Іконому).
- 1910 — Краківський театр ім. Ю. Словацького (реж. Л. Сольський ; Клітемнестра — Станіслава Висоцька).
- 1911 — Постановка М. Рейнхардта в мюнхенському цирку. У ролі Ореста — А. Моїссі.
- 1919-21 — Фрідріх-Паласт. Реж. М. Рейнхардт.
- 1926 — МХАТ 2-й. Реж. В. С. Смишляєв.
- 1947 — Театр Польскі. Реж. А. С. З. Шифман.
- 1949 — Театр Ірода Аттіка (Афіни; реж. Дімітріос Рондіріс).
- 1955 — Театр «Маріні» (Париж; реж. Ж.-Л. Барро, художник Фелікс Лабіс).
- 1960 — «Театр Людова» (Народний театр в Нова-Хуте, Польща; реж. К. Скушанка та Є. Красовський).
- 1960 — Італійський народний театр (Сіракузи; в постановці і за участю В. Гасман).
- 1961 — «Олд Вік» (Лондон; реж. М. Воланакіс).
- 1962 — Театр грецької трагедії (Пірей, Афіни; реж. Д. Рондіріс; в ролі Клітемнестри — Аспасія Папатанасіу).
- 1994 — Театр Російської Армії. Реж. Петер Штайн, сценограф Мойделе Бікель.
- 2007 — Театр «Стари» (Краків, Польща). Реж. Ян клятий, сцен-ф Юстина Лаговський.
- 2013 — Перший український театр дітей та юнацтва (Львів, Україна). Реж. Ірина Волицька.